# Squalus
Squalus rod manjih morskih pasa iz porodice kosteljaca raširenih po svim oceanima. Sastoji se od 33 vrste. Plašljivi su i bezopasni za ljude.
U Jadranu žive dvije vrste kostelj (Squalus acanthias) i Kostelj vlastelin (Squalus blainville). Leđne peraje imaju bodlje, i ubod im je jako bolan. Hrane se svim organizmima

## Vrste
1. Squalus acanthias Linnaeus, 1758
2. Squalus albicaudus Viana, Carvalho & Gomes, 2016
3. Squalus albifrons Last, White & Stevens, 2007
4. Squalus altipinnis Last, White & Stevens, 2007
5. Squalus bahiensis Viana, Carvalho & Gomes, 2016
6. Squalus bassi Viana, de Carvalho & Ebert, 2017
7. Squalus blainville (Risso, 1827)
8. Squalus brevirostris Tanaka, 1917
9. Squalus bucephalus Last, Séret & Pogonoski, 2007
10. Squalus chloroculus Last, White & Motomura, 2007
11. Squalus clarkae Pfleger, Grubbs, Cotton & Daly-Engel, 2018
12. Squalus crassispinus Last, Edmunds & Yearsley, 2007
13. Squalus cubensis Howell Rivero, 1936
14. Squalus edmundsi White, Last & Stevens, 2007
15. Squalus formosus White & Iglésias, 2011
16. Squalus grahami White, Last & Stevens, 2007
17. Squalus griffini Phillipps, 1931
18. Squalus hemipinnis White, Last & Yearsley, 2007
19. Squalus japonicus Ishikawa, 1908
20. Squalus lalannei Baranes, 2003
21. Squalus lobularis Viana, Carvalho & Gomes, 2016
22. Squalus mahia Viana, Lisher & Carvalho, 2017
23. Squalus margaretsmithae Viana, Lisher & Carvalho, 2017
24. Squalus megalops (Macleay, 1881)
25. Squalus melanurus Fourmanoir & Rivaton, 1979
26. Squalus mitsukurii Jordan & Snyder, 1903
27. Squalus montalbani Whitley, 1931
28. Squalus nasutus Last, Marshall & White, 2007
29. Squalus notocaudatus Last, White & Stevens, 2007
30. Squalus quasimodo Viana, Carvalho & Gomes, 2016
31. Squalus rancureli Fourmanoir & Rivaton, 1979
32. Squalus raoulensis Duffy & Last, 2007
33. Squalus suckleyi (Girard, 1855)